# Rue Guillaume Kennis
Pour les articles homonymes, voir Guillaume et Kennis.
La rue Guillaume Kennis (en néerlandais : Guillaume Kennisstraat) est une rue bruxelloise de la commune de Schaerbeek qui va du carrefour du boulevard Lambermont et de l'avenue Gustave Latinis à la place Terdelt en passant par la rue Caporal Claes. Elle est prolongée par la rue Joseph Wauters.

## Origine du nom de la rue
Cette rue porte le nom d'un ancien bourgmestre de la commune, Guillaume Kennis, né à
Louvain le 26 septembre 1839 et décédé à Schaerbeek le 23 décembre 1908.

D'autres voies ont reçu le nom d'un ancien bourgmestre schaerbeekois :
- place Colignon
- avenue et place Dailly
- avenue Docteur Dejase
- avenue Raymond Foucart
- rue Geefs
- place Général Meiser
- rue Goossens
- rue Herman
- avenue Huart Hamoir
- rue Ernest Laude
- rue Massaux
- boulevard Auguste Reyers
- rue Van Hove

## Adresses notables
- no 47 : l'architecte Hyacinthe Devondel y a habité